# 서오릉관리소 온릉출장소
서오릉관리소 온릉출장소는 사적 제210호로 지정된 온릉을 보호·관리하기 위해 설립된 대한민국 문화재청 서오릉관리소 소속기관이다. 경기도 양주시 장흥면 호국로 255-41에 위치하고 있다. 세계유산의 효율적인 관리를 위해 2012년 9월 12일 조선왕릉관리소 소속 지구관리소로 통합되면서 폐지되었다.

## 같이 보기
- 서오릉관리소 서삼릉출장소